# 660 a.C.
Il 660 a.C. (DCLX a.C. in numeri romani) è un anno  del VII secolo a.C.

## Eventi
- 11 febbraio: Kenkoku kinen no hi: secondo la tradizione è il giorno della fondazione dell'impero giapponese da parte di Jinmu.